# Північний Святушський канал
Північний Святушський канал (словац. Severný svätušský kanál) — меліоративний канал; притока Сомоторського каналу, протікає в окрузі Требишів.
Довжина приблизно 11,0-11,5 км. Витік знаходиться в масиві Східнословацька низовина.
Протікає територією сіл Вельки Гореш; Стражне; Боль; Войка; Святуше; Мали Гореш і Свіниці.